# トム・マギー
トム・マギー（Tom Magee、1958年7月1日 - ）は、カナダ出身のパワーリフティング選手、プロレスラー。マニトバ州ウィニペグ出身（ブリティッシュコロンビア州バンクーバー出身ともされる）。

## 来歴
1981年にカナダのパワーリフティング王者となり、1982年にはドイツのミュンヘンで行われたIPFの世界大会にて優勝。ワールド・ストロンゲスト・マンのコンテストにも、1982年（2位）、1983年（4位）、1985年（5位）の3回に渡って出場。ボディビルディングにおいても、1984年にミスター・ブリティッシュコロンビアのタイトルを獲得している。
1985年、ミスター・ヒトにスカウトされ、同年10月にプロレスラーとしてカルガリーでデビュー。1986年1月1日、全日本プロレスのリングで長州力と5分10ラウンド制の異種格闘技戦（実質マギーは既にプロレスラーであったが、パワーリフターという肩書になっていた）を行い、3ラウンド2分13秒、ラリアットからのピンフォールで敗退した。
1986年7月、WWFのTVショーに出場し、ダーク・マッチでブレット・ハートに勝利。翌1987年1月より、メガ・マン（Mega Man）をニックネームにベビーフェイスの大型ルーキーとしてWWFに再登場。マグニフィセント・ムラコ、アイアン・マイク・シャープ、ロン・バス、タイガー・チャン・リーなどの中堅ヒールを相手に連勝を重ね、次代のハルク・ホーガンとも目されたものの、レギュラー参戦を果たすには至らなかった。
1988年3月、全日本プロレスに再来日して輪島大士やジョン・テンタと対戦。1989年もWWFのハウス・ショーに単発出場したが、戦績は芳しくなかった。
その後はマニトバ州ウィニペグをホームタウンに、アクション俳優として活動。

## 得意技
- カナディアン・バックブリーカー
  - がぶりの体勢からの通常型ではなく、相手を背後からクラッチして肩に担ぎ上げる独自のカナディアン・バックブリーカーをフィニッシュ・ホールドとしていた。
- ジャンピング・クローズライン
- ラウンドハウス・キック